# Pietro Riva
Pietro Riva (Ivrea, 20 gennaio 1809 – Ivrea, 11 novembre 1867) è stato un avvocato e politico italiano.